# بیست و ششمین جوایز فیلم اروپا
بیست و ششمین جوایز فیلم اروپا در ۷ دسامبر ۲۰۱۳ در برلین، آلمان ارائه شد. برندگان از بین بیش از ۲۵۰۰ عضو آکادمی فیلم اروپا انتخاب شدند.

## برندگان و نامزدها
برخی از قسمت های جشنواره:

### بهترین فیلم
| عنوان انگلیسی           | عنوان اصلی                       | کارگردان(ها)         | کشور تولیدکننده  |
| ----------------------- | -------------------------------- | -------------------- | ---------------- |
| زیبایی بزرگ             | La grande bellezza               | پائولو سورنتینو      | ایتالیا · فرانسه |
| زندگی ادل               | La Vie d'Adèle – Chapitres 1 & 2 | عبداللطیف کشیش       | فرانسه           |
| بهترین پیشنهاد          | La migliore offerta              | جوزپه تورناتوره      | ایتالیا          |
| سفید برفی(Blancanieves) |                                  | Pablo Berger         | اسپانیا · فرانسه |
| فروپاشی حلقه‌ی شکسته     | The Broken Circle Breakdown      | Felix Van Groeningen | بلژیک            |
| اوه پسر!(Oh Boy!)       |                                  | Jan Ole Gerster      | آلمان            |

### بهترین کارگردان
| کارگردان(ها)         | ملیت    | عنوان فارسی         | عنوان اصلی                       |
| -------------------- | ------- | ------------------- | -------------------------------- |
| پائولو سورنتینو      | ایتالیا | زیبایی بزرگ         | La grande bellezza               |
| جوزپه تورناتوره      | ایتالیا | بهترین پیشنهاد      | La migliore offerta              |
| Pablo Berger         | اسپانیا | Blancanieves        |                                  |
| عبداللطیف کشیش       | فرانسه  | زندگی ادل           | La Vie d'Adèle – Chapitres 1 & 2 |
| فرانسوا اوزون        | فرانسه  | در خانه             | Dans la maison                   |
| Felix Van Groeningen | بلژیک   | فروپاشی حلقه‌ی شکسته | The Broken Circle Breakdown      |

### بهترین بازیگر مرد
تونی سرویلو برای فیلم زیبایی بزرگ

### بهترین بازیگر زن
Veerle Baetens برای فیلم شمارش معکوس دایره های شکسته (The Broken Circle Breakdown)

### جایزه یک عمر دستاورد
| گیرنده     | حرفه   | ملیت   |
| ---------- | ------ | ------ |
| کاترین دنو | بازیگر | فرانسه |

### دستاورد اروپا در سینمای جهان
| گیرنده        | حرفه     | ملیت    |
| ------------- | -------- | ------- |
| پدرو آلمودوار | کارگردان | اسپانیا |

### بهترین فیلم مستند
اقدام به قتل (The Act of Killing) کارگردان Joshua Oppenheimer